# 瑶台
瑶台（粵拼：jiu4 toi4*2），是广州中部的一个村，现属于中华人民共和国广东省广州市越秀区矿泉街道。

## 村名起源
关于村名的起源，有三个不同版本的传说：

### 瓦窑之地
旧时这一带专门修建瓦窑，村名中的“瑶”就是烧到乌黑的“窑”变出来的。

### 附近有活水
旧时这一带附近有活水，蒸汽飙出来之后仿若仙境一般。

### 修建美景
这个村完工的时候，村民希望把它变得更美丽。

## 宗族建築
| 名称       | 堂號   | 地址         | 現況 |
| ---------- | ------ | ------------ | ---- |
| 近朝陳公祠 | 光遠堂 | 前進大街17號 | 现存 |
| 瑤溪蔡公祠 | 流耕堂 | 朝陽大街9號  | 现存 |
| 崇勳蔡公祠 | 纘緒堂 | 人民大街28號 | 现存 |
| 曉初嚴公祠 | 忠和堂 | 永紅大街30號 | 现存 |

## 事件
在2019冠状病毒病期间，“广州瑶台封村”的谣言在不断疯传。该消息的造谣者宋某已在2020年4月6日被广州市公安局越秀区分局依法处理。